# Knautia dinarica
Espèce
Classification phylogénétique
Knautia dinarica est une espèce de plantes du genre Knautia et de la famille des Dipsacaceae.